# Isaiah Collier
Pour les articles homonymes, voir Collier et Isaiah Collier (musicien).
Isaiah Jaden Collier, né le  8 octobre 2004 à Atlanta dans l'État de Géorgie, est un joueur américain de basket-ball évoluant au poste de meneur et mesurant 1,89 m.

## Biographie

### Carrière universitaire
Entre 2023 et 2024, il joue pour les Trojans de l'USC à l'université du Sud de la Californie.
Le 10 avril 2024, il annonce qu'il se présente à la draft 2024 de la NBA.

## Palmarès

### Universitaire
- Pac-12 All-Freshman Team (2024)
- Naismith Prep Player of the Year (2023)
- Morgan Wootten National Player of the Year (2023)
- McDonald's All-American Game MVP (2023)
- Jordan Brand Classic (2023)
- Nike Hoop Summit (2023)
- Mr. Georgia Basketball (2023)

## Statistiques

### Universitaires
| Saison    | Équipe   | Matchs | Titul. | Min./m | % Tir | % 3pts | % LF | Rbds/m. | Pass/m. | Int/m. | Ctr/m. | Pts/m. |
| --------- | -------- | ------ | ------ | ------ | ----- | ------ | ---- | ------- | ------- | ------ | ------ | ------ |
| 2023-2024 | USC      | 27     | 26     | 29,9   | 49,0  | 33,8   | 67,3 | 2,89    | 4,26    | 1,48   | 0,22   | 16,30  |
| Carrière  | Carrière | 27     | 26     | 29,9   | 49,0  | 33,8   | 67,3 | 2,89    | 4,26    | 1,48   | 0,22   | 16,30  |

### Professionnelles

#### Saison régulière
| Saison    | Équipe   | Matchs | Titul. | Min./m | % Tir | % 3pts | % LF | Rbds/m. | Pass/m. | Int/m. | Ctr/m. | Pts/m. |
| --------- | -------- | ------ | ------ | ------ | ----- | ------ | ---- | ------- | ------- | ------ | ------ | ------ |
| 2024-2025 | Utah     | 71     | 46     | 25,9   | 42,2  | 24,9   | 68,2 | 3,30    | 6,30    | 0,90   | 0,20   | 8,70   |
| Carrière  | Carrière | 71     | 46     | 25,9   | 42,2  | 24,9   | 68,2 | 3,30    | 6,30    | 0,90   | 0,20   | 8,70   |